# فاطمة المعمرية
فاطمة بنت سالم بن سيف بن سعيد المعمرية (1329 هـ - 1423 هـ / 1911 - 2002م)، رائدة أعمال عمانية.
ولدت فاطمة في 3 ربيع الأول عام 1329 هـ الموافق 3 مارس 1911م، في الجزيرة الخضراء (زنجبار)، من أم عمانية الجنسية (خديجة بنت عبد الله بن حمد البوسعيدي). هاجر جدها سيف بن سعيد المعمري إلى زنجبار، عندما كانت زنجبار تحت الحكم العُماني واسقر هناك، حيث أنجب 3 أولاد: «ماجد» و«سالم» (والد فاطمة) و«سعيد». في عام 1920م هاجر والدها وأسرته إلى مصر بحثا عن العلم والمعرفة، ثم عادت فاطمة إلى سلطنة عمان، لتكمل حياتها في وطنها.

## تعليمها
تلقت فاطمة تعليمها المدرسي بمدرسة السنية بمصر، وكانت من أوائل الطالبات اللواتي حصلن على شهادة الكفاءة الإعدادية عام 1927م (1346هـ)، وتأكيدا لتميزها أصدرت المدرسة كتيب عند احتفالها على مرور 100 عام من تأسيس المدرسة وذكرت فاطمة من ضمن أوائل الخريجات.في عام 1929م (1348هـ)حصلت على الشهادة الثانوية، فالتحقت بكلية الآداب بالجامعة المصرية (جامعة القاهرة حديثا)، لتتخرج بعد أربع سنوات بدرجة الليسانس في الآداب في قسم الدراسات القديمة. وفي عام 1937 (1356هـ) حصلت على شهادة دبلوم التربية من معهد التربية للبنات، ثم واصلت دراسة الماجستير في جامعة القاهرة وتخرجت عام 1942م (1361هـ) حاصلة على رتبة الشرف. وأخيراً حصلت على درجة الدكتوراة من جامعة لندن 1955م (1375هـ)، وهو تحصيل علمي غير مسبوق كأول خليجية تحصل على الدكتوراة.

## إنجازاتها
نتيجة لتزكية أستاذها طه حسين، منحت فاطمة الجنسية المصرية كاستثناء بقرار من مجلس الوزراء، كما كرّمها الرئيس أنور السادات في عام 1976م (1396هـ) بالميدالية الذهبية، ولتميزها في البحث العلمي وعملها الأكاديمي كرّمها بشار الأسد في عام 2008م (1430هـ) في مهرجان الرواد وملتقى المبدعين العرب بدورته الثالثة. من جانب آخر طبعت جامعة الإسكندرية أحد بحوثها في مجلد تذكاري عند افتتاح مكتبة الإسكندرية عام 2002م.
اعترافاً بفضلها وتقديراً لجهودها، خلّدت الدكتورة آسية البوعلي سيرتها في كتاب «الرائدة فاطمة بنت سالم بن سيف المعمرية (1911-2002): دراسة تاريخية وثائقية أكاديمية» والذي يتناول أبعاد حياة أ. د. فاطمة وأقوال وشهادات من عرفها بالإضافة إلى قراءة عامة لأبحاثها.

## بحوثها
نشرت أ.د. فاطمة خلال مسيرتها الأدبية والأكاديمية بحوثاً من ضمنها« فن الهجاء عند الرومان في شعر هوراس وجوفنال»، «بنية الساتورا لدى جوفنال»، «كيكرو الخطب الكتيلينية»، «أندريا ترنتيوس»، و «فن الشعر لهوراتيوس النقد الأدبي».

## وفاتها
توفيت في 8 يوليو 2002 (28 ربيع الآخر 1423 هـ) بمسقط إثر مرض عانت منه فترة من الزمن عن عمر ناهز 91 عاماً.